# San Martín Pachivia
San Martín Pachivia är en ort i Mexiko.   Den ligger i kommunen Ixcateopan de Cuauhtémoc och delstaten Guerrero, i den södra delen av landet, 130 km sydväst om huvudstaden Mexico City. San Martín Pachivia ligger 1 370 meter över havet och antalet invånare är 1 141.
Terrängen runt San Martín Pachivia är kuperad. Runt San Martín Pachivia är det ganska glesbefolkat, med 47 invånare per kvadratkilometer. Närmaste större samhälle är Teloloapan, 9,6 km sydväst om San Martín Pachivia. I omgivningarna runt San Martín Pachivia växer huvudsakligen savannskog.